# Театральная площадь (Дзержинск)
Театральная пло́щадь — площадь Дзержинска. Расположена в Третьем кольце города.

## История
Площадь расположена в Третьем кольце города Дзержинска. Названа по расположенному на ней театру. Официальное название небольшая площадь получила в 1992 году Постановлением мэрии № 220. В годы перестройки на ней митинговала демократическая общественность Дзержинска (иногда митинги собирали 10-15 тысяч человек).

## Примечательные здания и сооружения
- Дзержинский театр драмы — доминанта площади. Здание архитектуры в стиле советского модернизма[2][3].